# Едвард Феррі
Едвард Феррі (англ. Edward Ferry, 18 червня 1941 — 18 вересня 2023) — американський академічний веслувальник.
Олімпійський чемпіон 1964 року в складі розпашної двійки зі стерновим.